# Тетерештій-де-Жос
Тетерештій-де-Жос (рум. Tătărăștii de Jos) — село у повіті Телеорман в Румунії. Адміністративний центр комуни Тетерештій-де-Жос.
Село розташоване на відстані 73 км на захід від Бухареста, 46 км на північ від Александрії, 108 км на схід від Крайови, 146 км на південь від Брашова.

## Населення
За даними перепису населення 2002 року у селі проживали 1936 осіб.
Національний склад населення села:
| Національність | Кількість осіб | Відсоток |
| -------------- | -------------- | -------- |
| румуни         | 1888           | 97,5%    |
| цигани         | 48             | 2,5%     |

Рідною мовою назвали:
| Мова      | Кількість осіб | Відсоток |
| --------- | -------------- | -------- |
| румунська | 1922           | 99,3%    |
| циганська | 14             | 0,7%     |